# فروشگاه کادوئی
فروشگاه کادوئی (به انگلیسی: Gift shop)؛ یا سوغات فروشی، فروشگاهی است که عمدتاً کالاهای هدیه‌ای، سوغاتی، یادگاری و سایر اقلام مربوط به یک موضوع خاص را می‌فروشد. اغلب اقلام فروخته شده شامل لیوان‌های قهوه، حیوانات پر شده، اسباب بازی، تی شرت، کارت پستال، صنایع دستی و سایر اقلامی می‌شوند که می‌توانند توسط خریدار به عنوان یادگاری از بازدید خود نگهداری شود یا به عنوان هدیه به دیگری داده شود.

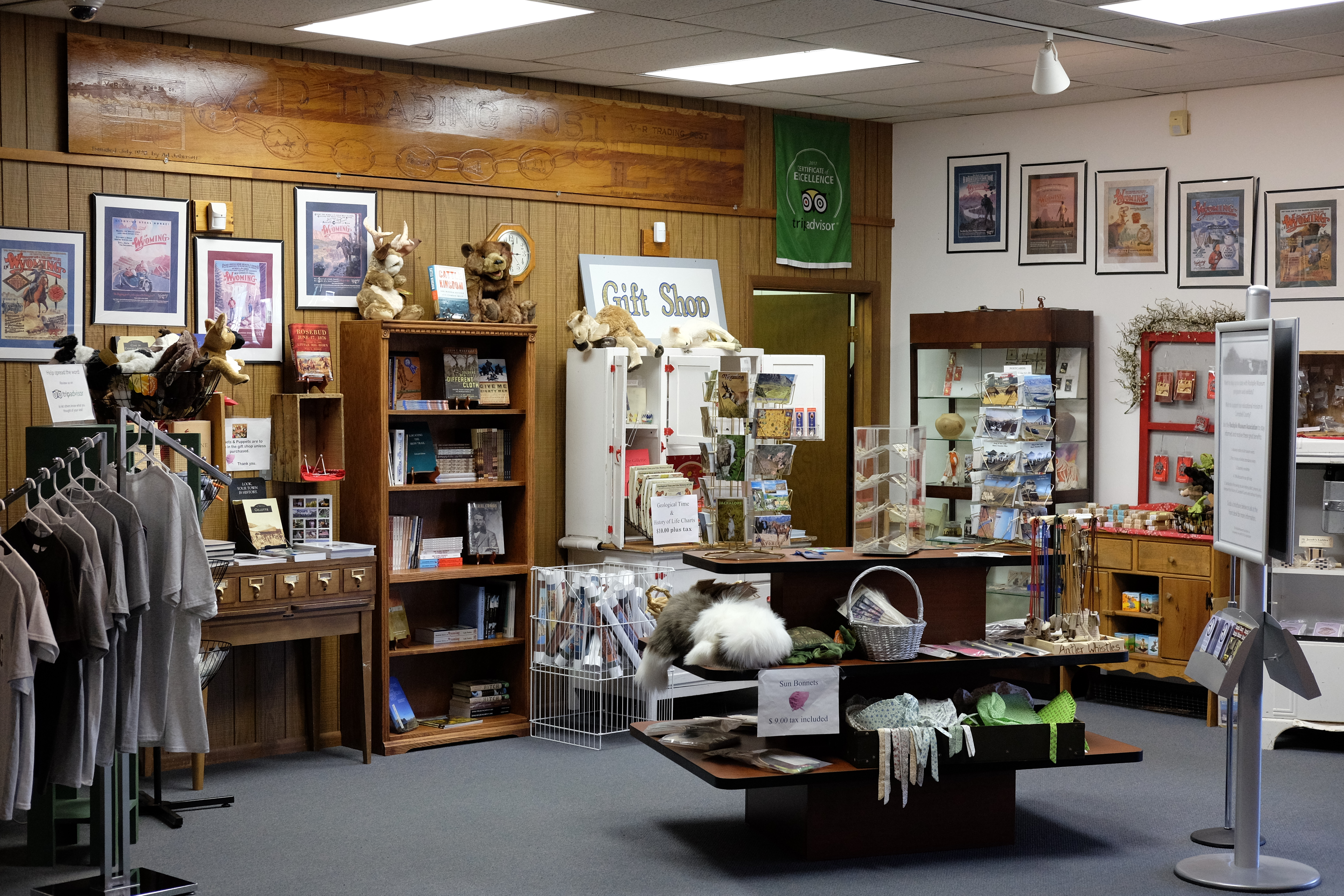
یک فروشگاه کادوئی در یک موزه. وایومینگ

فروشگاه‌های کادوئی معمولاً بیشتر در جایی دیده می‌شوند که گردشگران زیادی از آن بازدید می‌کنند. اغلب هتل‌ها و متل‌ها یک فروشگاه کادوئی در نزدیکی خود دارند. مکان‌هایی مانند باغ‌وحش‌ها، آکواریوم‌ها، پارک‌های ملی، پارک‌های موضوعی و موزه‌ها نیز فروشگاه‌های کادوئی خاص خود را دارند. در برخی موارد، این مغازه‌ها اقلامی با ارزش بالاتر از فروشگاه‌های هدیه غیر مرتبط با محل برگزاری و همچنین اقلام خرده‌فروشی می‌فروشند. بسیاری از مغازه‌های رایج خرید وجود دارند که خریداران کادو و هدایا را به عنوان پایگاه اصلی مشتری خود هدف قرار می‌دهند. ممکن است این خرده فروشان از نظر اندازه متفاوت باشند، از بوتیک‌های مستقل کوچک گرفته تا فروشگاه‌های زنجیره‌ای تا فروشگاه‌های بزرگ. هر کدام راهبردهای تجاری متفاوتی دارند و معمولاً طیف‌های محصولات مختلفی را می‌فروشند که برای گروه‌های مختلف مشتریان با تفاوت جنسیت، سن، جشن یا علاقه شخصی جذاب است.
بسیاری از مغازه‌ها که عمدتاً فروشگاه‌های کادوئی نیستند، در دوره‌های خاص هدیه دادن مانند اعیاد و جشن‌ها، به فروشگاه‌های کادوئی تبدیل می‌شوند که طیف وسیعی از محصولات هدیه ای را برای مدت زمان محدودی در حین این جشن‌ها ارائه می‌کنند.